# ألدي طاهر
ألدي طاهر (بالإندونيسية: Aldi Taher)‏ هو ممثل ومغني إندونيسي.

## روابط خارجية
- ألدي طاهر على موقع IMDb (الإنجليزية)
- ألدي طاهر على موقع ميوزك برينز (الإنجليزية)
- ألدي طاهر على موقع قاعدة بيانات الفيلم (الإنجليزية)